# Mirjam Tally
Mirjam Tally (* 28. November 1976 in Tallinn, Estnische SSR) ist eine estnische Komponistin.

## Leben und  Werk
Mirjam Tally schloss im Jahr 2000 ihr Studium bei Lepo Sumera an der Estnischen Musikakademie in Tallinn ab. Von 1998 bis 2004 war Tally freiberufliche Moderatorin beim öffentlichen-rechtlichen Rundfunksender Klassikaraadio und von 2003 bis 2006 Redakteurin der estnischen Musikzeitschrift Muusika. Seit Herbst 2006 lebt und arbeitet Mirjam Tally in Visby auf der schwedischen Insel Gotland.
Die Kompositionen von Mirjam Tally mischen oftmals Kammermusik mit elektronischer Musik. Sie verwendet Instrumente der nordischen volkstümlichen Musik (wie die estnische Kannel) sowie exotische Instrumente (wie Didgeridoo oder Tanpura). Inspirationsquelle sind gelegentlich Texte estnischer Lyriker, wie insbesondere Hasso Krull, Elo Viiding und Indrek Hirv.
Seit dem Jahr 2000 ist Mirjam Tally Mitglied des Estnischen Komponistenverbands und seit 2007 Mitglied des Schwedischen Komponistenverbands (FST).

## Kompositionen (Auswahl)
- Swinburne (nach einem Text von Hasso Krull, 2000)
- Swimming Bach (2001)
- Firs falling into December (2001)
- The Rowan sea (2002)
- All landscapes are waxen (2002)
- Flageolets (2003)
- Flow (2004/2006)
- Turbulence (2006)
- Birds and shadows (2008)
- Blow (2009)
- Allikas: Hommage à Joseph Haydn (2009)

## Auszeichnung
- 2004: Heino-Elle-Musikpreis[2]
- 2008: Christ-Johnson-Preis der Königlich Schwedischen Musikakademie für „Turbulence“[2]
- 2009: Jahrespreis für Tonkunst der staatlichen estnischen Stiftung Eesti Kultuurkapital.[3]